# Pompeu Audivert i Mir
Pompeu Audivert (i Mir) (l'Estartit, 27 d'octubre de 1900 – Buenos Aires, gener de 1977) fou un gravador i pintor català.
Els seus pares havien tornat de l'Argentina el 1899. El 1911 marxà a Buenos Aires amb els seus pares i amb el temps en va prendre la nacionalitat. Ben jovenet va començar a treballar en el taller d'un gravador català i amb 14 anys va aprendre els secrets de l'ofici, alhora que es deixava influenciar pel surrealisme. Fou un dels més destacats gravadors a l'Argentina juntament amb els també emigrats catalans Josep Planas i Casas i Josep Batlle i Planas. Amb el temps adquiriria una impremta i es dedicà a l'estampació de llibres.
El 1929 va exposar per primer cop la seva feina al Salón de Amigos del Arte de Buenos Aires patrocinat per Alfredo Guttero, i el 1944 ho va fer a Santiago de Xile, Valparaíso i Washington DC, Río de Janeiro, Nova York, Lima i l'Havana, Brussel·les, Casablanca i Tel-Aviv. Entre 1942 i 1951 va recórrer diversos països, fent una llarga estada a Mèxic, on va col·laborar amb revistes catalanes a l'exili com Ressorgiment. El 1951 va tornar a l'Argentina i va treballar com a professor a l'Institut Superior d'Art de la Universitat de Tucumán. Va obtenir el 1962 el premi de l'Assemblea de Críticos del Arte i el 1967 el Gran Premio Facio Hebequer.
El 1966 va exposar al Cercle Artístic de Sant Lluc de Barcelona i el 1968 a les Galeries Fernando Fé de Madrid. El 1969 exposà a l'Escola de Belles Arts de Sant Jordi de Barcelona i s'establí a Palamós, però en desembre del mateix any tornà a l'Argentina. La seva obra es troba repartida en museus de l'Argentina, Santiago de Xile, Lima, Nova York i Virgínia.

## Obres
- Gravat català al boix (1947)
- Técnicas de grabado al buril (1948)